# Либохора (Самбірський район)
Либохо́ра — село Самбірського району Львівської області, розташоване в міжгір'ї Українських Карпат.

## Географія

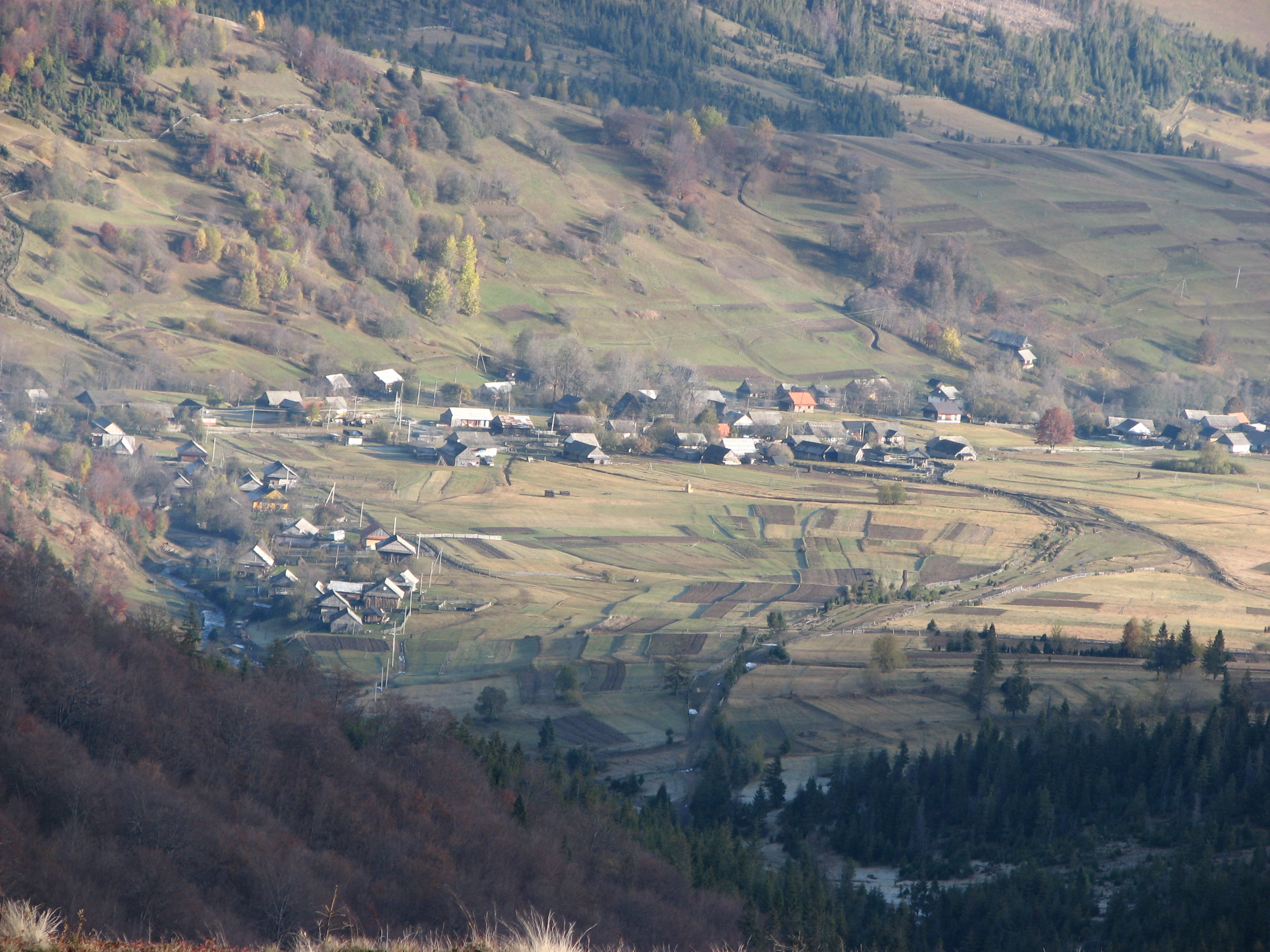
Західна околиця Либохори. Вигляд з гори Журовки (1226 м), що на Верховинському Вододільному хребті.

Відстань до залізничної станції Сянки 17 км, до колишнього райцентру Турка — 41 км. Неподалік від села розташовані перевал Руський Путь, гора Пікуй і Либохорівський заказник. 
У селі річка Смочельська впадає у Либохору. 

## Історія
Засноване 1553 року. Стара назва населеного пункту — Алексанка.
У Радянсько-німецькій війні брали участь 207 селян, з них 71 загинув. 1967 року в селі у пам'ять про жертв війни встановлено обеліск.
Примусова колективізація з боку СРСР призвела до створення в Либохорі філії бітлянського радгоспу «Дружба».

## Населення
У селі проживає 2302 особи. У1921 році в селі мешкали 2082 особи.

## Церкви
Найдавнішою з церков, які дійшли до нашого часу, у Либохорі є дерев'яний храм Собору Пресвятої Богородиці, що стоїть на цвинтарі біля сільської дороги. Зведена 1798 року, церква входить до пам'яток архітектури національного значення.
Тридільна будова в неоукраїнському стилі, зведена на підмурівку. Складається з квадратних нави та віваря і прямокутного бабинця. При вівтарі з півдня розташоване невелике прямокутне захристя. Всі три зруби завершені наметовими банями на високих світлових восьмериках та увінчані сліпими ліхтарями і маківками з хрестами. Оточує церкву піддашшя, оперте на профільовані виступи вінців зрубів. На початку 2000-х років стіни підопасання, надопасання та восьмериків були ошальовані вертикально пластмасовою вагонкою.
Поруч з церквою стоїть її дерев'яна дзвіниця, що датується кінцем XIX ст й також входить до переліку пам'яток архітектури національного значення. Дзвіниця триярусна, квадратна в плані. Перший ярус зрубний, а два інших — стовпової будови. Дзвіниця вкрита восьмибічним наметовим верхом.
Третім об'єктом, який входить до переліку пам'яток архітектури національного значення, є дзвіниця церкви святого Михаїла, зведена у XVIII ст. Вона квадратна у плані, вкрита восьмибічним наметовим дахом. Перший ярус зрубний, два інших — стовпової будови. Верхній ярус оперізує відкрита аркада.
Найновішим у селі є дерев'яний храм Успіння Пресвятої Богородиці, що постав 2002 року за проєктом турківських архітекторів Михайла Лофія та Івана Бесєдіна. Розташована церква при дорозі у центрі села. Споруда має багато відмінностей від церковної архітектури бойківського краю. Будівля має восьмибічну структуру, невеликий присінок зі сходу. Над великим восьмибічним, з приплюснутими банями, дахом здіймається п'ять четвериків (більший в центрі і менші по сторонах світу) завершених восьмериками (центральний — світловий), вкритими приплюснутими банями. Стіни восьмибічника ошальовані вертикально пластиковою вагонкою, а четвериків і восьмериків — дошками.

## Господарство
У радянські часи в селі був столярний цех районного побутового комбінату, взуттєва майстерня.
Село займалося вирощуванням льону і картоплі, а також м'ясо-молочним тваринництвом.

## Соціальна сфера
Одинадцятирічна школа, два народні доми (на 250 та 200 місць), два ФАПи, дві бібліотеки (загалом 15 000 книг), поштове відділення, 8 крамниць.

## Відомі люди
- Мінкович Андрій - селянин, посол Галицького сейму 2-го скликання[2] ;
- Гурко Євген Андрійович — громадський діяч, доктор права і політичних наук Віденського університету; чоловік Стефанії Гурко, батько Романа Гурка.